# Граф Госфорд

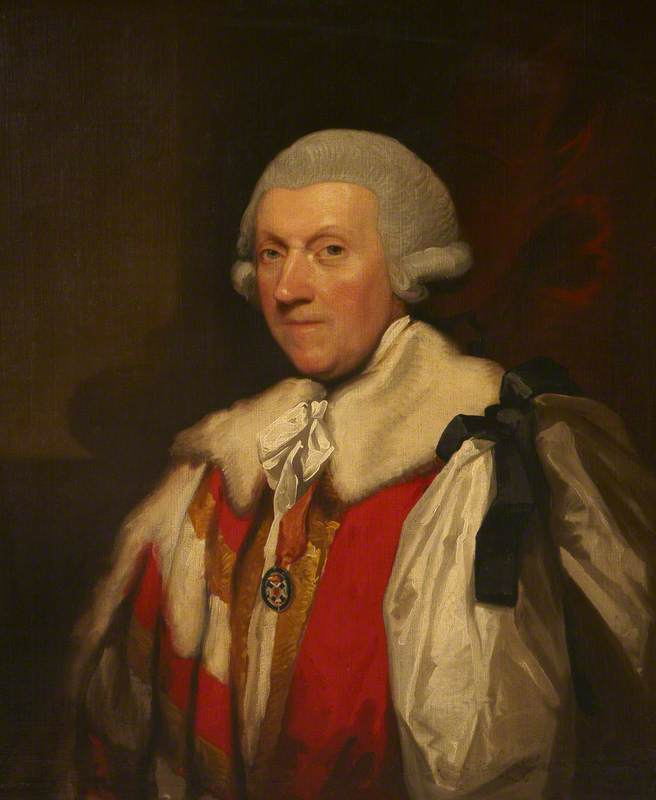
Артур Ачесон, 1-й граф Госфорд, автор — Гилберт Стюарт

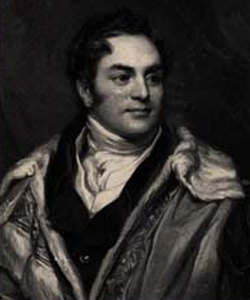
Арчибальд Ачесон, 2-й граф Госфорд

Граф Госфорд (англ. Earl of Gosford) — наследственный титул в системе Пэрства Ирландии. Создан в 1806 году для Артура Ачесона, 2-го виконта Госфорда (1744—1807). Семья Ачесон происходит от шотландского государственного деятеля сэра Арчибальда Ачесона, 1-го баронета из Эдинбурга (1583—1634), который поселился в Маркетилле (графство Арма). Он занимал должности генерального солиситора Шотландии (с титулом лорда Гленкейрна) и государственного секретаря по делам Шотландии. В 1628 году для него был создан титул баронета из Гленкейрна в графстве Арма (Баронетство Новой Шотландии). Ему наследовал его сын от первого брака, Патрик Ачесон, 2-й баронет (ок. 1611—1638), но он скончался бездетным в молодости. Его преемником стал сводный брат, Джордж Ачесон, 3-й баронет (1629—1685).
Его сын, Николас Ачесон, 4-й баронет (1656—1701), представлял Арму (англ.) в Ирландской палате общин. После его смерти титул перешел к его сыну, Артуру Ачесону, 5-му баронету (1688—1749). Он представлял Маллингар (англ.) в Ирландской палате общин (1727—1748). Его сын, Арчибальд Ачесон, 6-й баронет (1718—1790), заседал в Ирландской палате общин от Дублинского университета (англ., 1741—1761), графства Арма (1761—1776), Киллилея (англ., 1768—1769) и Эннискиллена (англ., 1776—1777). В 1776 году он получил титул барона Госфорда из Маркет-Хилла в графстве Арма, став пэром Ирландии, а в 1785 году для него был создан титул виконта Госфорда из Маркет-Хилл в графстве Арма (пэрство Ирландии).
Его сменил его сын, Артур Ачесон, 2-й виконт Госфорд (1745—1807). Он заседал в ирландском парламенте в качестве представителя Олдлохлина (англ., 1783—1790). В 1806 году он получил титул графа Госфорда, став пэром Ирландии. Его второй сын, Арчибальд Ачесон, 2-й граф Госфорд (1776—1849), от партии вигов заседал в Палате лордов в качестве избранных ирландских пэров-представителей (1811—1849) и занимал должность капитана почётной йоменской гвардии в правительстве Лорда Мельбурна (1834—1835). В 1835—1838 годах — генерал-губернатор Британской Северной Америки. Лорд Госфорд женился на Мэри, дочери Роберта Спэрроу из Уорлингхем-Холла в Суффолке. В 1835 году для него был создан титул барона Уорлингхема из Беккльза в графстве Суффолк (пэрство Соединённого королевства), что дало ему автоматическое место в Палате лордов.
Ему наследовал в 1849 году его сын, Арчибальд Ачесон, 3-й граф Госфорд (1806—1864). Он представлял Арму (англ.) в Палате общин с 1831 по 1847 год. В 1841 году, за два года до смерти своего отца, Арчибальд получил титул барона Ачесона из Кланкерни (англ. Clancairny) в графстве Арма, став пэром Соединённого королевства. Его сын, Арчибальд Ачесон, 4-й граф Госфорд (1841—1922), служил лордом-лейтенантом графства Арма (1883—1920) и лордом опочивальни принца Уэльского и вице-камергером Её величества королевы Александры. Его преемником стал старший сын, Арчибальд Чарльз Монтегю Брабазон Ачесон, 5-й граф Госфорд (1877—1954). Он был полковником Колдстримского гвардейского полка, участвовал во Второй Англо-Бурской и Первой мировой войнах. Его старший сын, Арчибальд Ачесон, 6-й граф Госфорд (1911—1966), был членом Консервативной партии в Палате лордов и занимал должность Лорда-в-ожидании в правительстве Гарольда Макмиллана (1958—1959).
По состоянию на 2014 год, обладателем графского титула является его единственный сын, Чарльз Дэвид Александр Джон Спарроу Ачесон, 7-й граф Госфорд (род. 1942), который наследовал своему отцу в 1966 году.
Титул учтивости старшего сына и наследника графа Госфорда — «Виконт Ачесон».

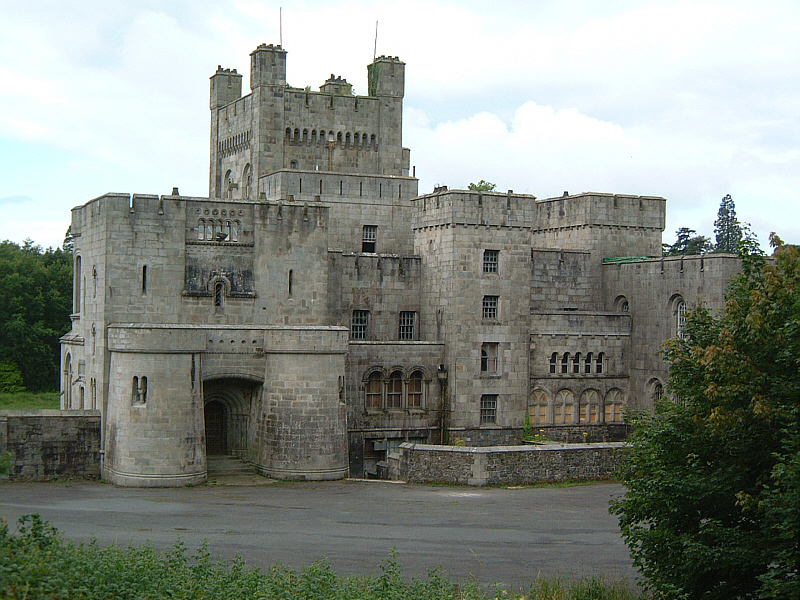
Замок Госфорд, резиденция графов Госфорд

Фамильная резиденция — Госфорд-Касл, в окрестностях Маркетилла, графство Арма.

## Баронеты Ачесон из Гленкейрна (1628)
- 1628—1634: Сэр Арчибальд Ачесон, 1-й баронет (1583 — 9 сентября 1634), сын капитана Патрика Ачесона (1558—1617)
- 1634—1638: Сэр Патрик Ачесон, 2-й баронет (23 марта 1609 — 6 октября 1638), второй сын предыдущего от второго брака
- 1638—1685: Сэр Джордж Ачесон, 3-й баронет (4 августа 1629—1685), единственный сын 1-го баронета от третьего брака
- 1685—1701: Сэр Николас Ачесон, 4-й баронет (ок. 1656—1701), сын предыдущего от второго брака
- 1701—1749: Сэр Артур Ачесон, 5-й баронет (26 января 1688 — 8 февраля 1749), сын предыдущего
- 1749—1790: Сэр Арчибальд Ачесон, 6-й баронет (1 сентября 1718 — 5 сентября 1790), третий сын предыдущего, виконт Госфорд с 1785 года.

## Виконты Госфорд (1785)
- 1785—1790: Арчибальд Ачесон, 1-й виконт Госфорд (1 сентября 1718 — 5 сентября 1790), третий сын Артура Ачесона, 5-го баронета
- 1790—1807: Артур Ачесон, 2-й виконт Госфорд (ок. 1745 — 14 января 1807), старший сын предыдущего, граф Госфорд с 1806 года.

## Графы Госфорд (1806)
- 1806—1807: Артур Ачесон, 1-й граф Госфорд (ок. 1745 — 14 января 1807), старший сын 1-го виконта Госфорда
- 1807—1849: Арчибальд Ачесон, 2-й граф Госфорд (1 августа 1776 — 27 марта 1849), второй сын предыдущего
- 1849—1864: Арчибальд Ачесон, 3-й граф Госфорд (20 августа 1806 — 15 июня 1864), единственный сын предыдущего от второго брака
- 1864—1922: Арчибальд Ачесон, 4-й граф Госфорд (19 августа 1841 — 11 апреля 1922), старший сын предыдущего
- 1922—1954: Арчибальд Чарльз Монтегю Брабазон Ачесон, 5-й граф Госфорд (26 мая 1877 — 20 марта 1954), старший сын предыдущего
- 1954—1966: Арчибальд Александр Джон Ачесон Стэнли, 6-й граф Госфорд (14 января 1911 — 17 февраля 1966), старший сын предыдущего
- 1966 — настоящее время: Чарльз Дэвид Александр Джон Спарроу Ачесон, 7-й граф Госфорд (род. 13 июля 1942), единственный сын предыдущего.